# Tropidosteptes
Tropidosteptes är ett släkte av insekter. Tropidosteptes ingår i familjen ängsskinnbaggar.

## Dottertaxa tillTropidosteptes, i alfabetisk ordning[1]
- Tropidosteptes adeliae
- Tropidosteptes adustus
- Tropidosteptes amoenus
- Tropidosteptes atratus
- Tropidosteptes brooksi
- Tropidosteptes canadensis
- Tropidosteptes cardinalis
- Tropidosteptes chionanthi
- Tropidosteptes commissuralis
- Tropidosteptes fasciolus
- Tropidosteptes flaviceps
- Tropidosteptes geminus
- Tropidosteptes glaber
- Tropidosteptes illitus
- Tropidosteptes imbellis
- Tropidosteptes neglectus
- Tropidosteptes osmanthicola
- Tropidosteptes pacifica
- Tropidosteptes palmeri
- Tropidosteptes pettiti
- Tropidosteptes plagifer
- Tropidosteptes populi
- Tropidosteptes pubescens
- Tropidosteptes quercicola
- Tropidosteptes rufivenosus
- Tropidosteptes rufusculus
- Tropidosteptes saxeus
- Tropidosteptes selectus
- Tropidosteptes setiger
- Tropidosteptes torosus
- Tropidosteptes tricolor
- Tropidosteptes turgidulus
- Tropidosteptes wileyae
- Tropidosteptes viscicolus
- Tropidosteptes vittifrons
- Tropidosteptes vittiscutis
- Tropidosteptes ygdrasilis